# Meridià 94 a l'oest
El meridià 94 a l'oest de Greenwich és una línia de longitud que s'estén des del pol Nord travessant l'oceà Àrtic, Amèrica del Nord, el Golf de Mèxic, l'oceà Pacífic, l'oceà Antàrtic, i l'Antàrtida fins al pol Sud.
El meridià 94 a l'oest forma un cercle màxim amb el meridià 86 a l'est. Com tots els altres meridians, la seva longitud correspon a una semicircumferència terrestre, uns 20.003,942 km. Al nivell de l'Equador, és a una distància del meridià de Greenwich de 10.464 km.

## De Pol a Pol
Començant en el pol Nord i dirigint-se cap al pol Sud, aquest meridià travessa:
| Coordenades                             | País, territori o mar | Notes |
| --------------------------------------- | --------------------- | --- |
| 90° 0′ N, 94° 0′ O / 90.000°N,94.000°O  | Oceà Àrtic            | |
| 81° 21′ N, 94° 0′ O / 81.350°N,94.000°O | Canadà                | Nunavut - Illa d'Axel Heiberg |
| 78° 53′ N, 94° 0′ O / 78.883°N,94.000°O | Badia de Noruega      | |
| 77° 44′ N, 94° 0′ O / 77.733°N,94.000°O | Canadà                | Nunavut - Illa Cornwall |
| 77° 27′ N, 94° 0′ O / 77.450°N,94.000°O | Canal de Belcher      | |
| 76° 55′ N, 94° 0′ O / 76.917°N,94.000°O | Canadà                | Nunavut - Illa Devon |
| 76° 15′ N, 94° 0′ O / 76.250°N,94.000°O | Canal de Wellington   | |
| 75° 28′ N, 94° 0′ O / 75.467°N,94.000°O | Canadà                | Nunavut - Illa de Cornwallis |
| 74° 39′ N, 94° 0′ O / 74.650°N,94.000°O | Estret de Parry       | Estret de Barrow |
| 74° 8′ N, 94° 0′ O / 74.133°N,94.000°O  | Canadà                | Nunavut - Illa Somerset |
| 72° 10′ N, 94° 0′ O / 72.167°N,94.000°O | Golf de Boothia       | Badia de Brentford |
| 71° 48′ N, 94° 0′ O / 71.800°N,94.000°O | Canadà                | Nunavut - continent |
| 68° 48′ N, 94° 0′ O / 68.800°N,94.000°O | Conca de Rasmussen    | |
| 68° 27′ N, 94° 0′ O / 68.450°N,94.000°O | Canadà                | Nunavut - continent |
| 61° 5′ N, 94° 0′ O / 61.083°N,94.000°O  | Badia de Hudson       | |
| 58° 46′ N, 94° 0′ O / 58.767°N,94.000°O | Canadà                | Manitoba Ontario - des de 53° 32′ N, 94° 0′ O / 53.533°N,94.000°O |
| 48° 39′ N, 94° 0′ O / 48.650°N,94.000°O | Estats Units          | Minnesota Iowa - des de 43° 30′ N, 94° 0′ O / 43.500°N,94.000°O Missouri - des de 40° 34′ N, 94° 0′ O / 40.567°N,94.000°O Arkansas - des de 36° 30′ N, 94° 0′ O / 36.500°N,94.000°O Louisiana - des de 33° 1′ N, 94° 0′ O / 33.017°N,94.000°O Texas - des de 31° 58′ N, 94° 0′ O / 31.967°N,94.000°O |
| 29° 40′ N, 94° 0′ O / 29.667°N,94.000°O | Golf de Mèxic         | |
| 18° 15′ N, 94° 0′ O / 18.250°N,94.000°O | Mèxic                 | Tabasco Veracruz - des de 17° 50′ N, 94° 0′ O / 17.833°N,94.000°O Oaxaca - des de 17° 9′ N, 94° 0′ O / 17.150°N,94.000°O Chiapas - des de 16° 48′ N, 94° 0′ O / 16.800°N,94.000°O |
| 16° 0′ N, 94° 0′ O / 16.000°N,94.000°O  | Oceà Pacífic          | |
| 60° 0′ S, 94° 0′ O / 60.000°S,94.000°O  | Oceà Antàrtic         | |
| 72° 31′ S, 94° 0′ O / 72.517°S,94.000°O | Antàrtida             | Territori no reclamat |